# 카이리 어빙
카이리 앤드루 어빙(영어: Kyrie Andrew Irving, 1992년 3월 23일 ~ )은 미국의 농구 선수로 포지션은 포인트 가드이다. 현재 NBA의 팀인 댈러스 매버릭스 소속으로 뛰고 있다. 2016년 클리블랜드 캐벌리어스에서 르브론 제임스와 함께 NBA 파이널 우승을 달성하였다. 또한 미국 국가대표 선수로 활동하여 2016년 리우 올림픽에서 남자 농구 금메달을 획득했다.